# الداث (القصيم)
الداث في منطقة القصيم وتقع في الجهة الغربية ويمر من عنده طريق القصيم مكة المكرمة

## التاريخ
الداث نزله قوم من الطرسان من بني عمرو وهي الآن عامرة بسكان والمساكن وسميت بداث لانه تقع على وادي الداث أو شعيب الداث وهو أحد أودية شبه الجزيرة العربية، ويقع حالياً ضمن حدود السعودية. يبلغ طول الوادي 150 كم ومتوسط انحداره 2,8 م / كم. ينبع من جبال كبشات، ويصب في وادي الرمة. من أهم روافده شعيب هرمول، وشعيب مبهل

## السكان
يبلغ عدد سكان الداث حوالي 1.000 نسمة وسكانها هم الطرسان من بني عمرو من حرب

## الموقع الجغرافي
تقع غرب منطقة القصيم وتبعد عن مدينة بريدة 133 كم .وعن محافظة الرس 50 كم. وتبعد عن الشبيكية 76 كم .

## المناخ
المناخ قاري صحراوي، حار جاف صيفًا بارد مُمطر شتاء، وتبلغ درجة الحرارة صيفًا 45°م، وفي الشتاء تصل 3- مادون الصفر ومتوسط سقوط المطر 145 ملم.